# توماس أتوود
توماس أتوود (بالإنجليزية: Thomas Attwood)‏ (23 نوفمبر 1765-24 مارس 1838) هو ملحن وعازف أرغن إنجليزي.

## وصلات خارجية
- توماس أتوود على موقع ميوزك برينز (الإنجليزية)
- توماس أتوود على موقع ديسكوغز (الإنجليزية)